# Acinodrillia
Acinodrillia é um gênero de gastrópodes pertencente a família Drilliidae.

## Espécies
- Acinodrillia amazimba Kilburn, 1988[2]
- Acinodrillia paula (Thiele, 1925)[3]
- Acinodrillia viscum Kilburn, 1988[4]